# Genovesi di Gibilterra
I genovesi di Gibilterra sono una comunità etnica radicata da secoli a Gibilterra: è costituita da discendenti di genovesi e liguri.
Attualmente la popolazione civile di Gibilterra con cognomi genovesi (o italiani) si aggira intorno al 20% del totale.
Questo gruppo è totalmente integrato nella società di Gibilterra, ma nessuno parla più l'originario dialetto ligure.

## Storia
Ancora oggi si trovano con evidenza molte tracce di una comunità genovese che si insediò a Gibilterra nel XVI secolo e che ancora ai primi del Settecento componeva quasi la metà della popolazione.
Questi genovesi (e liguri) si dedicarono ad attività commerciali, ma vi era anche un gruppo che abitava a La Caleta, dove era la maggioranza della popolazione, e che praticava attività di pesca d'alto mare.
Nel censimento del 1753 i genovesi erano il gruppo più numeroso di popolazione civile di Gibilterra e fino al 1830 l'Italiano fu usato -assieme all'inglese e spagnolo- nei manifesti ufficiali della colonia inglese.
Nella seconda metà dell'Ottocento si radicarono a Gibilterra anche alcuni siciliani, ma il grosso della comunità italiana di Gibilterra rimase ligure.
Il dialetto genovese era l'idioma più parlato a Gibilterra nel primo secolo dell'occupazione britannica, ma a seguito di un'epidemia nel 1804 che spopolò la Rocca, perse il suo primato per via del ripopolamento da altre aree (specialmente spagnole e portoghesi): alla fine dell'Ottocento la comunità genovese di Gibilterra iniziò a non usare più il proprio dialetto, preferendo il Llanito (un misto locale di spagnolo e inglese, che contiene circa 700 parole prese dalla lingua ligure).
Il genovese scomparve da Gibilterra alla fine dell'Ottocento, ma era parlato ancora da alcuni vecchi fino agli anni Settanta del Novecento a La Caleta, un villaggio vicino a Catalan Bay nella parte nord-orientale del promontorio di Gibilterra.
Del resto lo studioso Manuel Cavilla afferma che il termine "Llanito" è di origine genovese, in quanto secondo lui proviene dal diminutivo in ligure del nome Gianni: Iannito (ossia piccolo Gianni pronunciato con fonetica ligure).

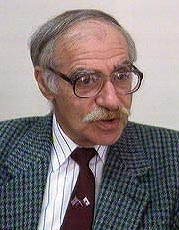
Joe Bossano, primo ministro di Gibilterra dal 1988 al 1996, ha una lontana origine ligure

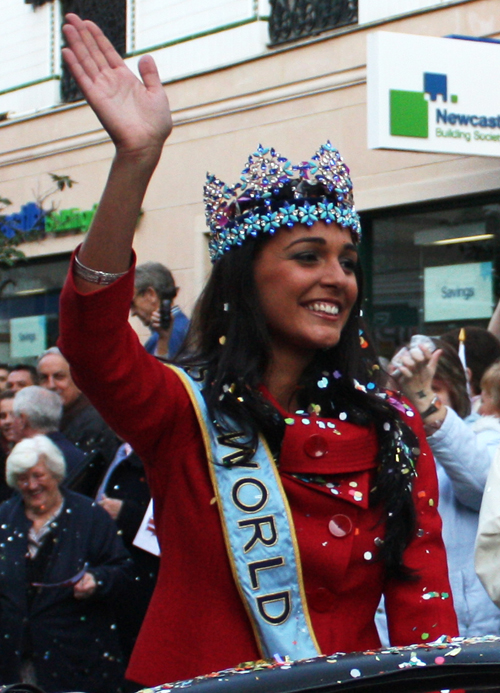
Kaiane Aldorino, Miss Mondo 2009, durante i festeggiamenti per il suo ritorno a casa a Gibilterra

Attualmente la popolazione di Gibilterra con cognomi liguri (e italiani) raggiunge il 20% del totale: Joe Bossano (primo ministro di Gibilterra per otto anni dal 1988 al 1996), Adolfo Canepa (anche lui primo ministro nel 1987) e Kaiane Aldorino (Miss Mondo 2009) ne sono i più noti rappresentanti.
Questi abitanti di Gibilterra con il cognome ligure non si riconoscono in alcun gruppo a parte, ma fanno continuo riferimento alle loro origini allo scopo di differenziarsi dalla comunità spagnola (che usa spesso il loro stesso dialetto locale detto "Llanito").
Secondo i dati AIRE (Anagrafe degli italiani residenti all'estero) del 1º gennaio 2010 tuttora ci sono 50 italiani a Gibilterra.